# Église Saint-Dizaint d'Ardes
L'église Saint-Dizaint est une église catholique située à Ardes, en France.

## Localisation
L'église est située dans le département français du Puy-de-Dôme, sur la commune d'Ardes.

## Historique
L'édifice est classé au titre des monuments historiques en 1920.

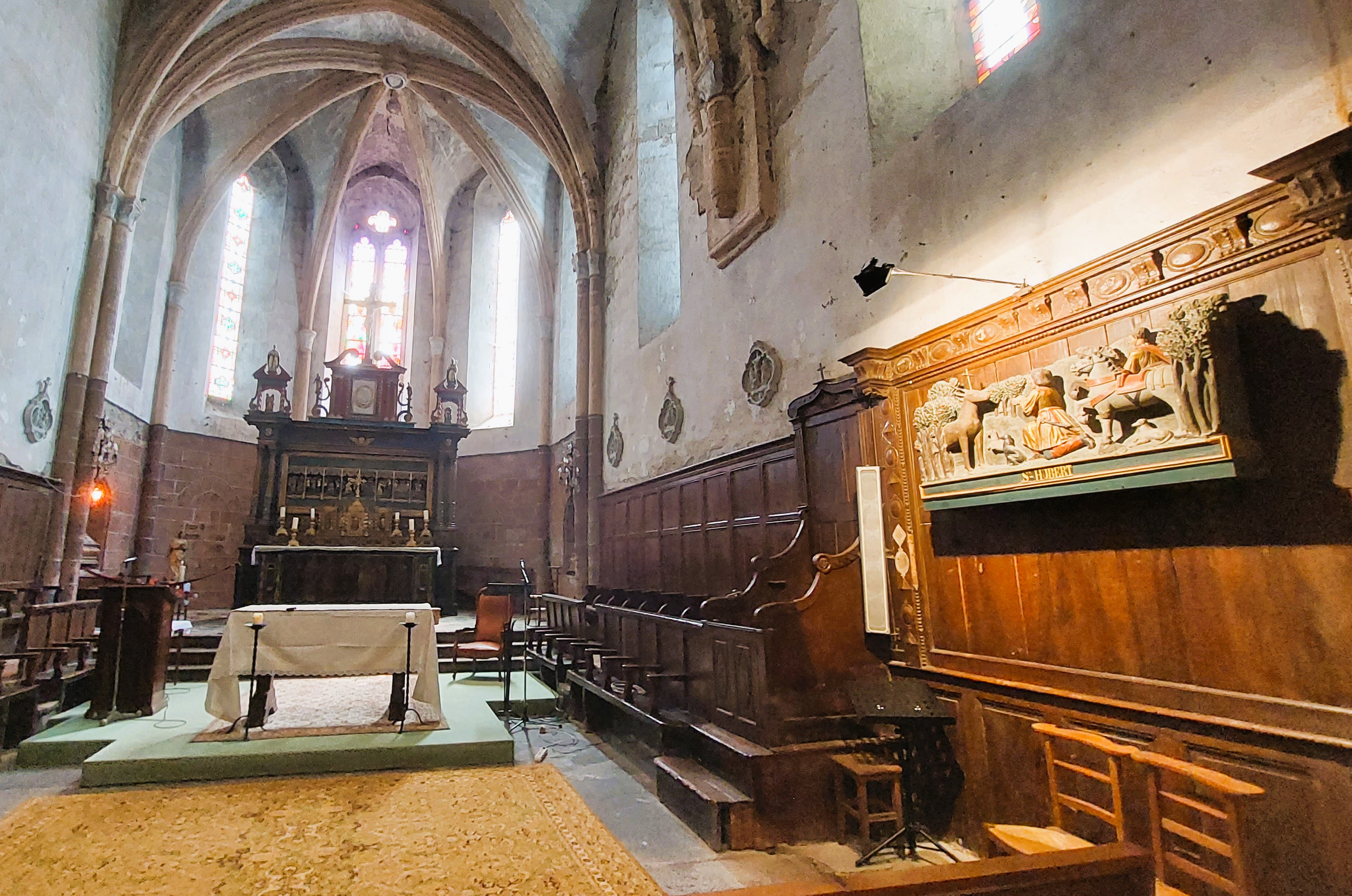
Autel, nef et représentation de saint Hubert.
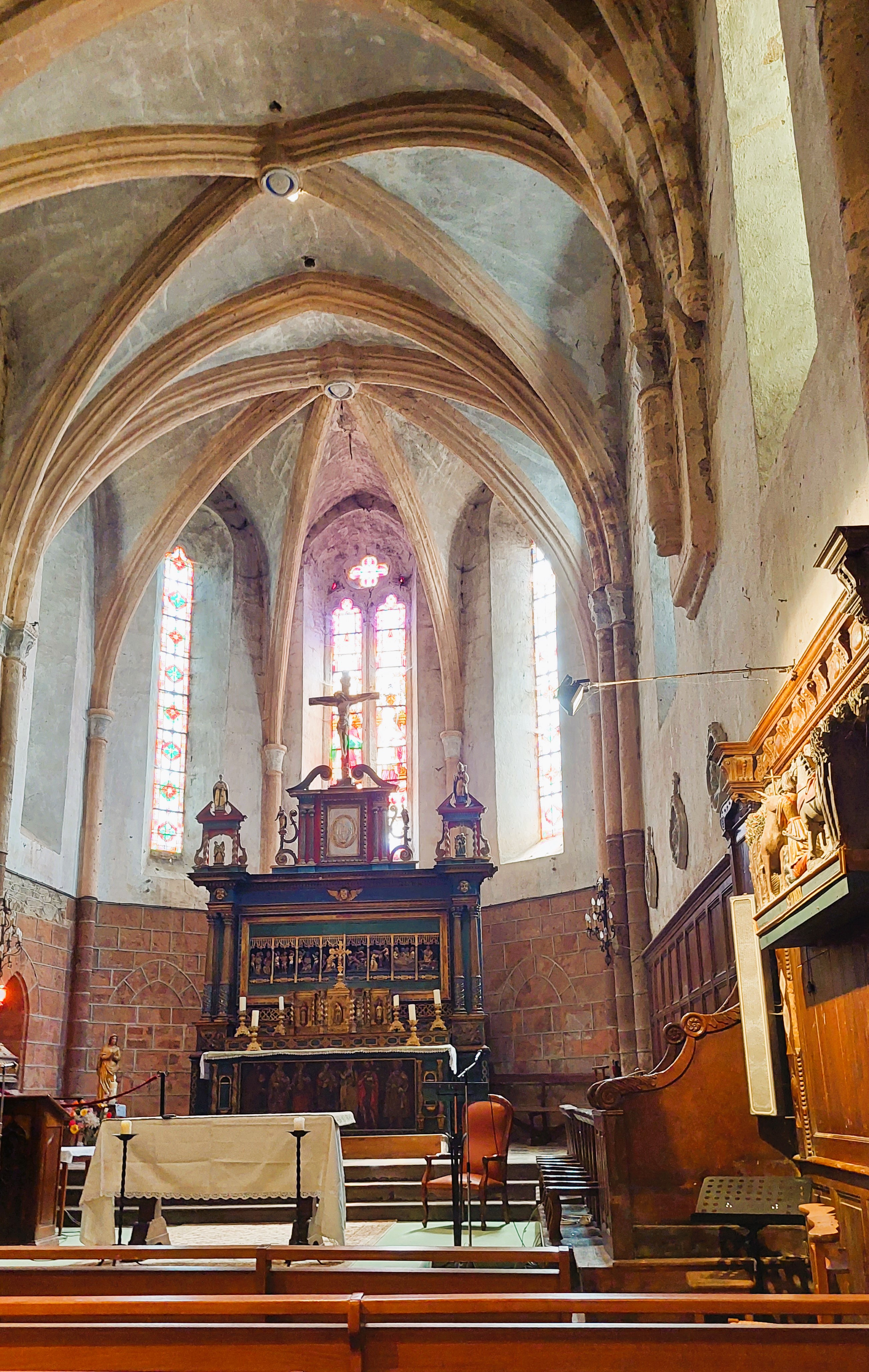
Autel et nef.
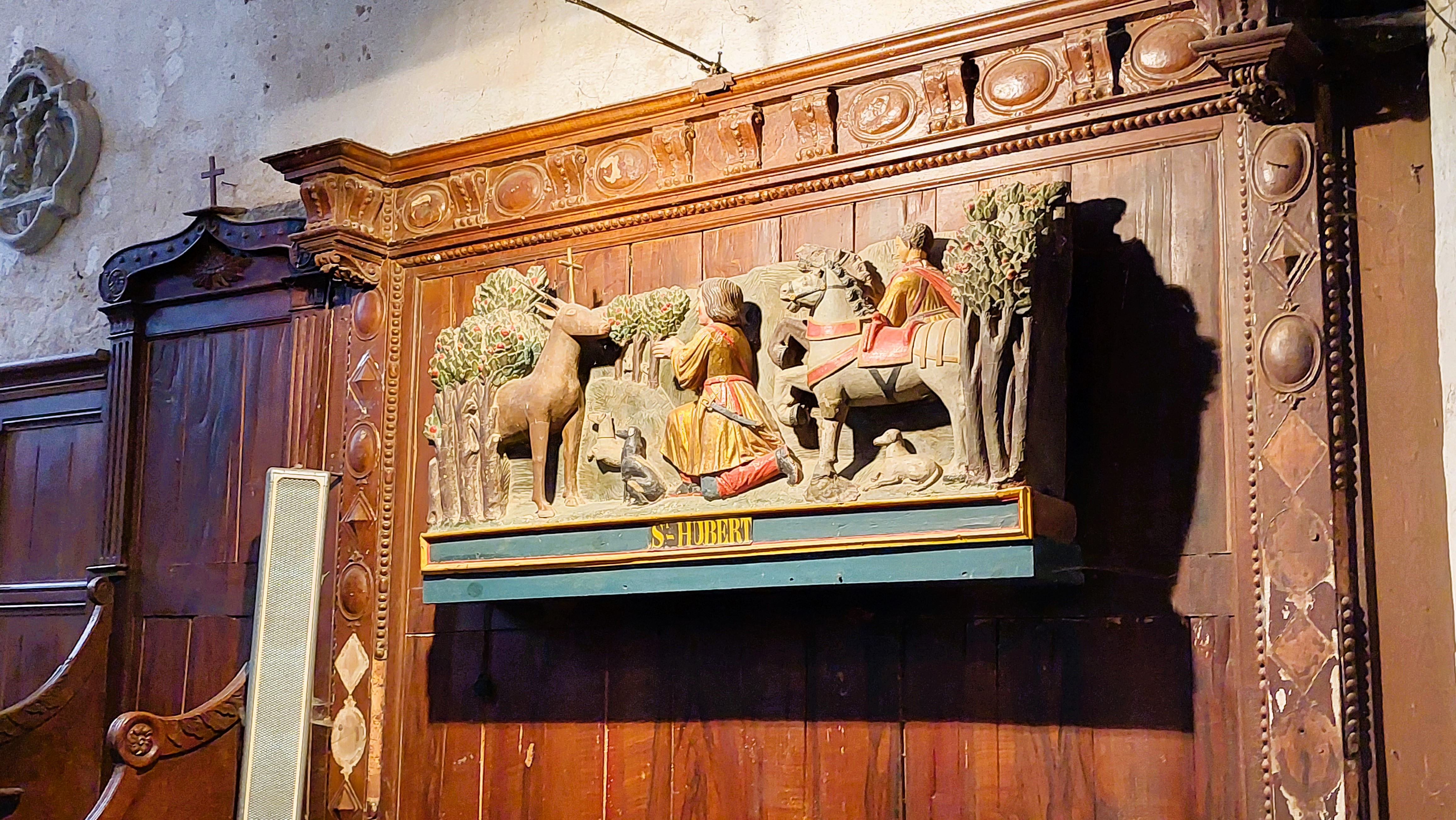
Représentation de saint Hubert, lors de sa vision christique.
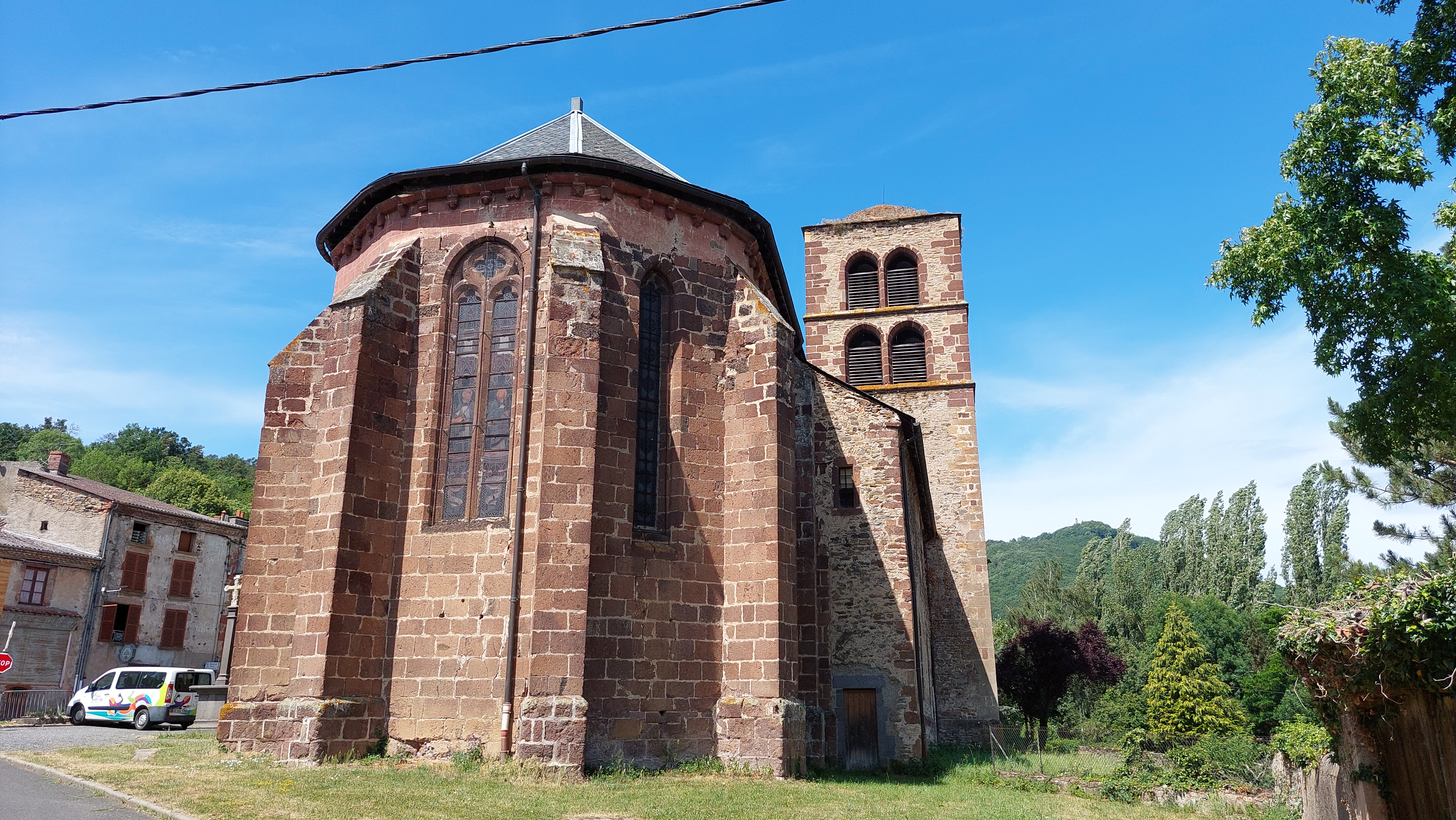
Extérieur.
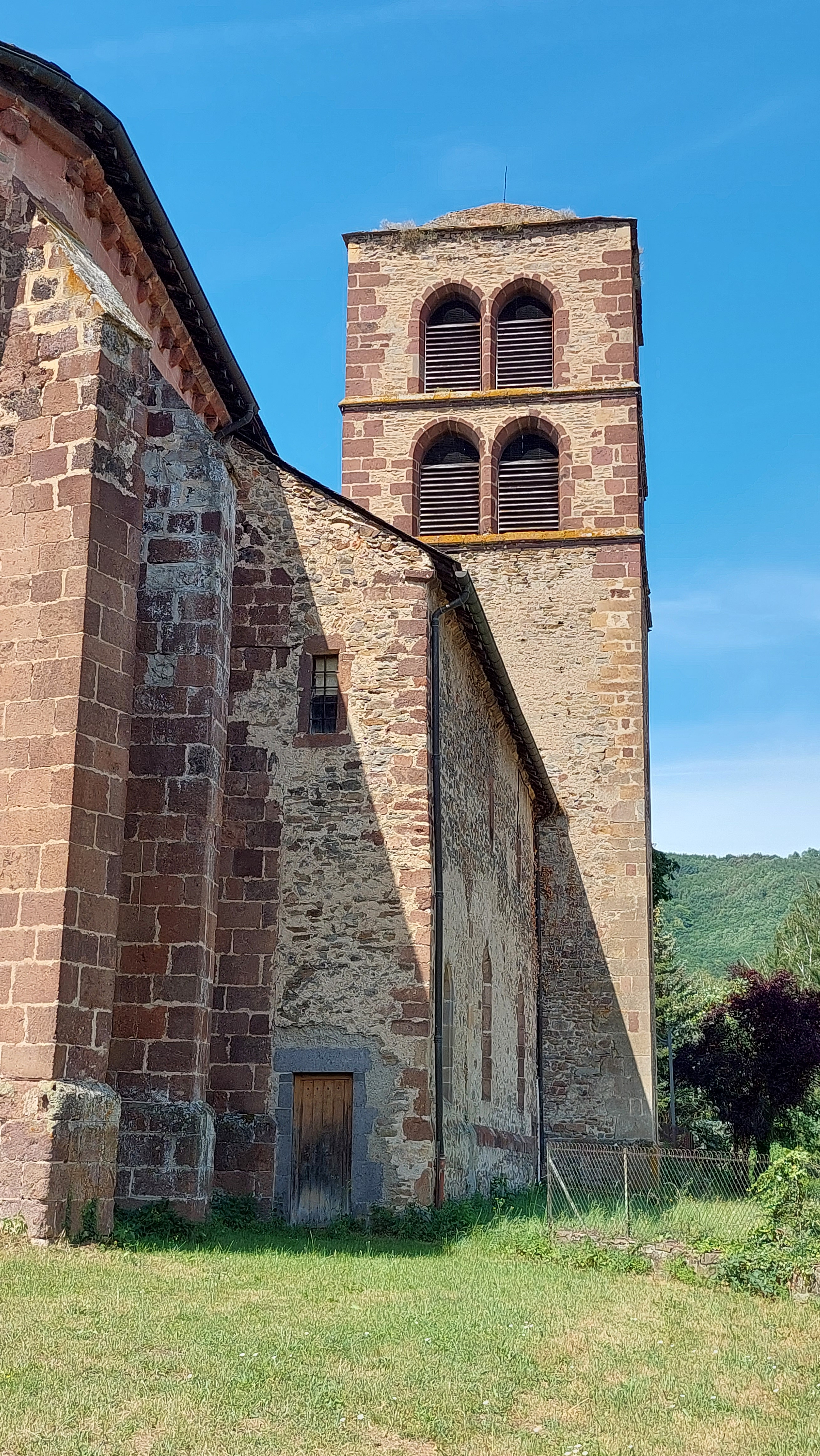
Clocher.